# Julius Reisinger

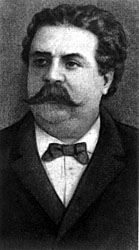
Julius Reisinger

Julius Reisinger (Praag, 14 april 1828 – Berlijn, 12 januari 1892) was een Oostenrijkse balletdanser, balletmeester en choreograaf. Hij is uitsluitend bekend gebleven als de choreograaf van de eerste, niet zeer succesvolle, versie van het ballet Het Zwanenmeer.
Reisinger begon zijn loopbaan als danser aan het Praagse Statentheater. Van 1852 tot 1859 was hij eerst solist en later balletmeester aan het Hoftheater in Dresden. Daarna volgden engagementen aan een serie van theaters in Duitsland, Oostenrijk-Hongarije en Rusland. Van 1875 tot 1879 was hij verbonden als choreograaf en balletmeester aan het Bolsjojballet in Moskou. Daar verzorgde hij de eerste choreografie van Het Zwanenmeer, op muziek van Tsjaikovski. Het ballet ging in 1875 in première en was niet erg succesvol. Reisinger verklaarde zelf dat er op Tsjaikovski's muziek niet kon worden gedanst en kortte de partituur in. Erkenning voor Het Zwanenmeer kwam pas toen Marius Petipa in 1895 een nieuwe choreografie maakte.
Reisinger beëindigde zijn loopbaan als balletmeester aan het Landestheater in Praag.